# Abelvattnets gravar

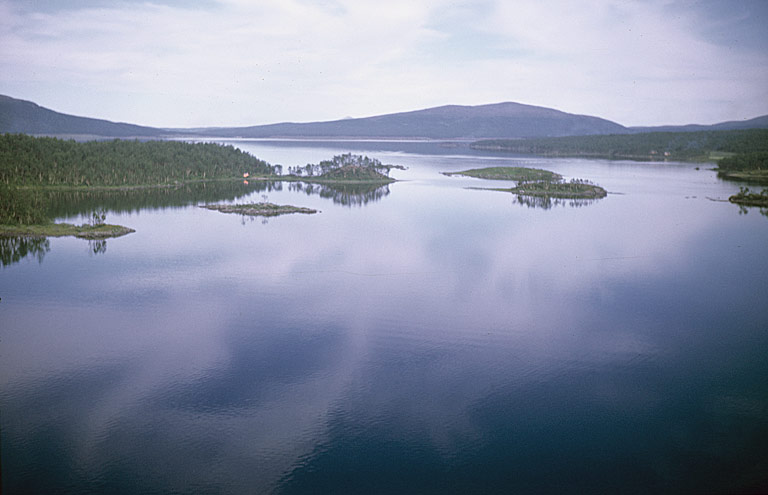
Mittisundet i Abelvattnet. Gravröset låg på den trädbevuxna höga kullen i bildens mitt.

Abelvattnets gravar låg vid sjön Abelvattnet i Tärna socken i Lappland innan den dämdes upp för vattenkraftsändamål. Abelvattnet bestod då av en västlig och en östlig sjö som avskildes av ett sund, Mittisundet. Gravarna utgjordes av en stensättning vid Västra Abelvattnets västra ände, två klippgravar och ett gravröse vid Mittisundet samt en stensättning vid Östra Abelvattnets östra ände. Den västligaste stensättningen och gravröset var brandgravar som anlagts under folkvandringstid–vendeltid (400–600-talen), troligen av nordbor på tillfälligt besök. De båda klippgravarna och den östligaste stensättningen hade tillkommit senare och anses vara typiskt samiska. Alla gravar utom den östligaste stensättningen är numera överdämda.

## Upptäckt och utgrävningshistoria
Alla gravarna vid Abelvattnet förutom den östligaste stensättningen har varit kända av lokalbefolkningen sedan lång tid tillbaka. År 1921 togs fyra kranier från en av klippgravarna vid Mittisundet av O.B. Santesson och överlämnades till Statens historiska museum. Hösten 1926 besiktigade Gustaf Hallström röset vid Mittisundet och stensättningen vid Västra Abelvattnet. Röset och en av klippgravarna undersöktes delvis 1951 av Ernst Manker från Nordiska museet och Gunnar Westin, landsantikvarie i Västerbottens län. Inför den planerade uppdämningen av Abelvattnet med elva meter genomförde Riksantikvarieämbetet ytterligare undersökningar 1967. Då hittades stensättningen vid Östra Abelvattnet.

## Stensättningen vid Västra Abelvattnet
På en udde 600 meter nordost om Gejmåns inlopp i Västra Abelvattnet låg en stensättning (Tärna 123:1) med åtta meters diameter och 0,5 meters höjd. Under stenpackningen fanns en brandgrav med brända ben och kol samt en avbruten holkyxa av järn som förmodligen kan dateras till folkvandringstid eller äldre vendeltid (ca 400–650 e.Kr.). I samma lager som de brända benen fanns avslag av kvartsit. Platsen är numera överdämd.

## Röset vid Mittisundet
Röset (Tärna 126:1) var beläget på den östligaste av uddarna på Mittisundets norra strand. Det var åtta meter i diameter och en meter högt med en rest sten högst upp. Vid utgrävning hittades en brandgrav med brända benfragment och kol samt ett par föremål: en spetsoval eldslagningssten av ljus kvartsit som daterats till 400–500-talen samt fragment av en kam från 200–500 e.Kr. I samma lager som de brända benen fanns även avslag och kärnor av kvartsit och rosenkvarts. Omedelbart utanför rösets kantkedja låg horn av minst tre renar. Röset är nu överdämt.

## Östra klippgraven vid Mittisundet
De två klippgravarna låg alldeles intill varandra i två grottor bildade i lättvittrad glimmerskiffer på den västligaste udden av Mittisundets norra strand. Grottan med den östra klippgraven (Tärna 125:1) var knappt tre meter lång, drygt en meter bred och 80 centimeter hög. Platsen är nu överdämd.

### Skelettfynd
När O.B. Santesson besökte platsen 1921 tog han med sig fyra kranier som enligt uppgift ska varit uppsatta på pålar utanför graven, vilket sades ha varit ett tilltag av ungdomar. Vid senare undersökningar hittades två fullständiga skelett (så när som på kranierna) av en man och en kvinna, placerade på rygg, samt ytterligare en del benfragment. När kranierna och övriga skelettdelar analyserades bedömdes de komma från två kvinnor och en man i åldern 50–60 år, en man i åldern 25–30 år samt ytterligare en man och möjligen en individ till. Minst fem personer ska alltså ha varit gravlagda i grottan.

### Föremål
I graven fanns inga rester av kläder eller svepning. Intill mansskelettet fanns en järnyxa med skaftkil av renhorn samt en järnkniv med rester av ett hornskaft. Intill kvinnoskelettet fanns en skälsticka av renhorn med flätornamentik, ett föremål av horn med okänd funktion samt några mässingsringar. I grottan fanns också fragment av eldslagningsstål, ett flintstycke samt ben av ren, get, hare, ripa, storlom och fisk. Yxan är av en typ som använts från medeltid och fram till mitten av 1800-talet. Skälstickan har en liknande datering. Efter 1967 års undersökning ansågs en datering till 1500–1600 vara sannolik.

## Västra klippgraven vid Mittisundet
Den västra klippgraven (Tärna 124:1) fanns i en tre meter lång, drygt två meter bred och 80 centimeter hög grotta. Där påträffades skelettdelar av en man och en kvinna, ben av ren och lom, en ornerad och en oornerad skälsticka av renben, en järnyxa, fragment av ett skifferbryne samt ett stycke flinta. Järnyxan anses vara från perioden 900–1400. Platsen är nu överdämd.

## Stensättningen vid Östra Abelvattnet
På en kulle ca 250 meter sydost om Gejmåns utlopp ur Abelvattnet fanns en stensättning (Tärna 163:1) som var ca tre meter lång och två meter bred med en rest häll i ena änden. Stensättningen upptäcktes i samband med undersökningarna 1967 men grävdes inte ut. När arkeologerna lyfte på några hällar såg de dock att där fanns ganska mycket näver. Vid anläggningens sydöstra ände låg kluvna märgben av ren. Graven anses vara en grav av samisk typ.

## Gravarnas tillkomst
De två brandgravarna vid Abelvattnet (den västligaste stensättningen och gravröset) är, förutom Gräsvattensgraven, de enda brandgravar som hittats vid en fjällsjö inom björkskogsregionen i Sverige. 
När området undersöktes på 1960-talet ansågs gravskicket tyda på att brandgravarna hade anlagts av icke-samer för människor som avlidit i samband med resor. Det har påpekats att Abelvattnet ligger vid en gammal färdled mellan Atlantkusten och fjälltrakterna, en färdled som Torulf Kveldulfsson anses ha följt när han enligt Egil Skallagrimssons saga begav sig på ”finnfärder” för att bedriva handel och ta upp skatt av samerna. Dessa finnfärder ska dock ha utförts på 800-talet, några hundra år efter att gravarna anlades vid Abelvattnet. De båda skelettgravarna i grottorna anses ha tillkommit senare och vara typiskt samiska, liksom stenkistan av hällar vid östligaste Abelvattnet.